# Panče Kumbev
Panče Kumbev (en macedonio: Панче Ќумбев) (Veles, Yugoslavia, 25 de diciembre de 1979) es un futbolista macedonio. Juega de defensor y su equipo actual es el FK Rabotnički de la Makedonska Prva Liga de Macedonia del Norte.

## Selección nacional
Ha sido internacional con la selección de fútbol de Macedonia del Norte en 9 ocasiones entre 2003 y 2004.

## Clubes
| Club                             | País                | Año       |
| -------------------------------- | ------------------- | --------- |
| FK Borec                         | Macedonia del Norte | 1999-2000 |
| FK Pobeda                        | Macedonia del Norte | 2000-2003 |
| Dyskobolia Grodzisk Wielkopolski | Polonia             | 2003-2008 |
| Legia de Varsovia                | Polonia             | 2008-2011 |
| FK Rabotnički                    | Macedonia del Norte | 2011-     |

## Palmarés

### Campeonatos nacionales
| Título          | Club                             | País    | Año  |
| --------------- | -------------------------------- | ------- | ---- |
| Copa de Polonia | Dyskobolia Grodzisk Wielkopolski | Polonia | 2005 |